# مكتب الصحافة الحكومي الإسرائيلي

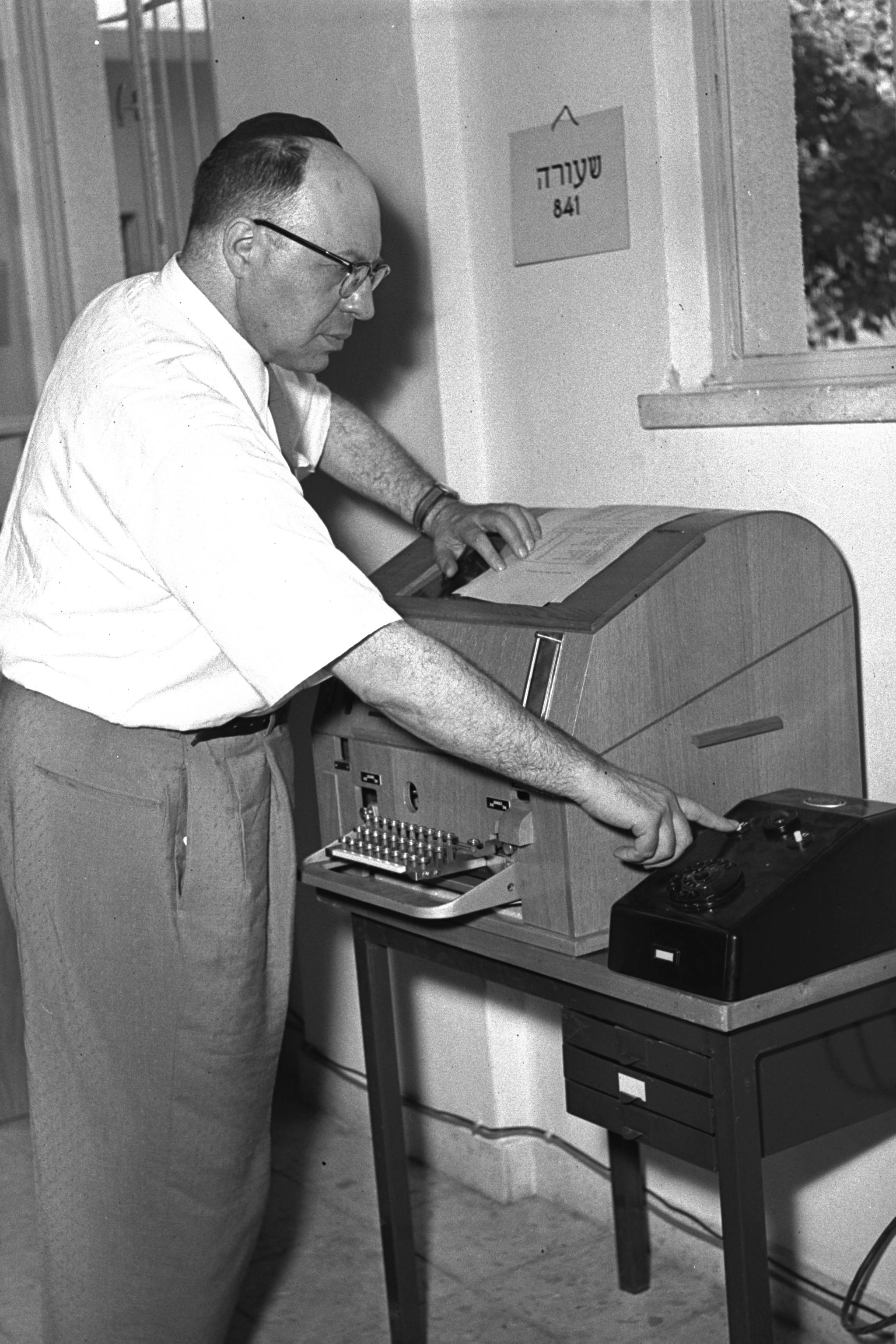

مكتب الصحافة الحكومي الإسرائيلي (مختصر: GPO، العبرية: לשכת העיתונות הממשלתית، Lishkat ها-ها-Itonut Memshaltit، يختصر: לע"ם، La'am) هي المسؤولة - نيابة عن مكتب رئيس الوزراء - للتنسيق بين حكومة إسرائيل ومجتمع الصحفيين والإعلاميين العاملين في الدولة، مكتب الصحافة الحكومي هو العنوان المركزي لاتصالات الصحافة الأجنبية مع الحكومة وجيش الدفاع الإسرائيلي، مدير المكتب السياسي منذ آب (أغسطس) 2012، نيتسان تشن.

## وصلات خارجية
- الصحافة الحكومي الإسرائيلي